# 삽산
삽산(영어: Sapsan, 러시아어: сапсан) 또는 지멘스 벨라로 루스(독일어: Siemens Velaro RUS)는 러시아의 고속철도로 상트페테르부르크 모스크바 역과 니즈니노브고로드 니즈니노브고로드 역에서 모스크바 레닌그라드 역까지 운행한다. 여기서 삽산이란 단어는 매를 뜻한다. 지멘스 벨라로 모델을 기반으로 제작되었고 현재는 고속철도 전용선로가 별도로 존재하지 않아 최고 영업 속도 250km/h로 운행하고 있으나 향후 고속철도 전용선로가 완공되면 최고 영업 속도 350km/h로 조정할 계획이다.

## 개요
2006년 5월 18일, 러시아 철도가 지멘스와 8대의 삽산을 발주하기 위해 2억 7600만 유로의 계약을 체결했고 향후 30년 동안 유지 보수를 위해 3억 유로의 계약을 체결했다.

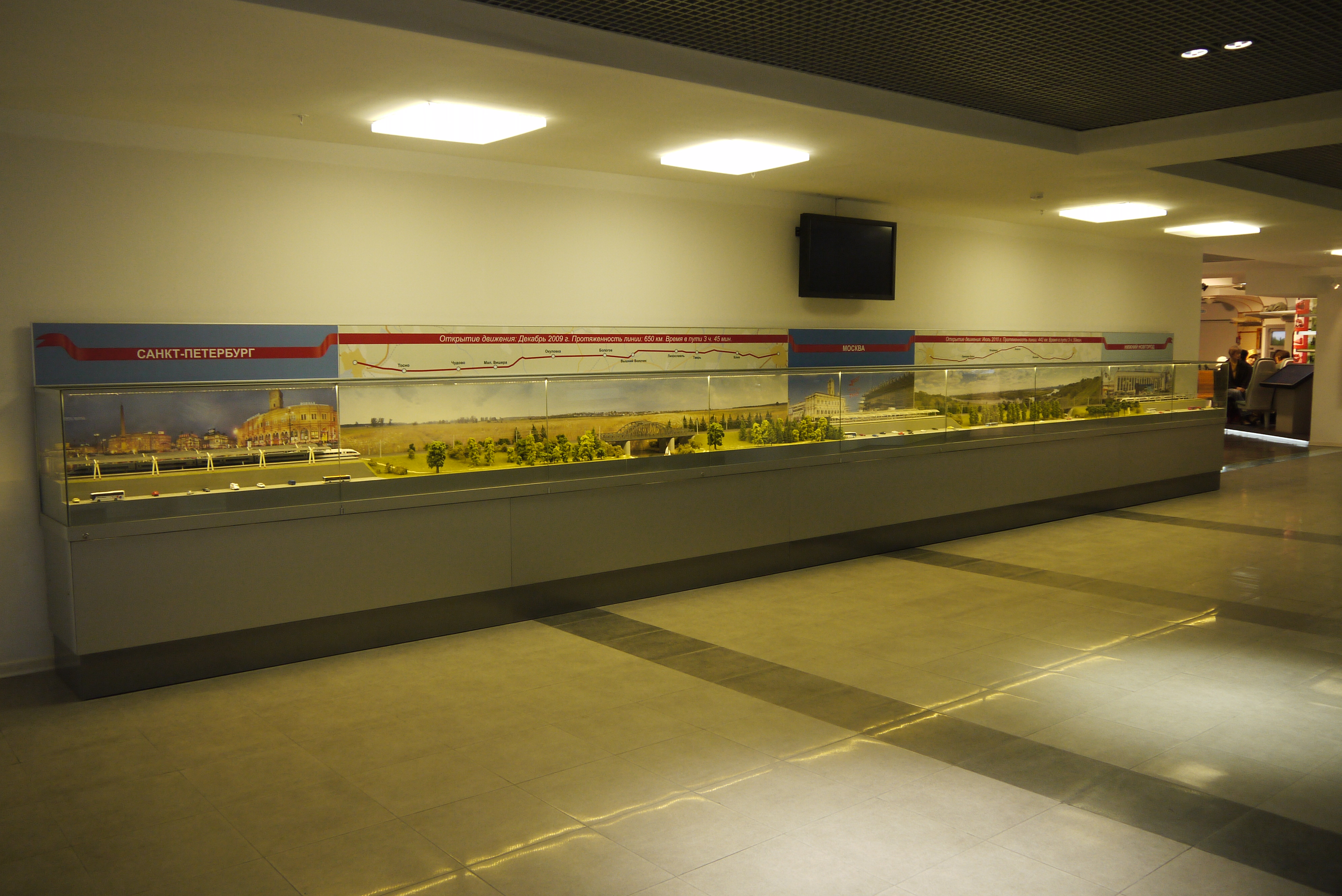
모스크바 철도 박물관에 유치한 삽산 모형

모스크바에서 상트페테르부르크, 니즈니노브고로드 노선에 도입하기 위해 주문했고 최고 영업 속도는 250km/h로 주행이 가능하다. 독일의 지멘스 벨라로 모델인 ICE 3 기반으로 제작된 열차로 차량한계는 330mm 전폭은 3,265mm로 러시아 환경에 맞게 설계되었다. EVS2편성의 경우 4편성이 존재하며 전류의 경우 3 kV DC와 25 kV 50 Hz까지 출력이 가능하다. 총 길이는
250m로, 604명의 승객을 수용할 수 있다.
개발 및 조립은 독일 바이에른주 에를랑겐, 노르트라인베스트팔렌주 크레펠트에서 제작되었다. 2009년 8월 지멘스는 8편성의 삽산을 러시아에 인도되었다.
2009년 4편성의 EVS1 차량이 도입되면서 모스크바-상트페테르부르크 철도 노선에 최초로 운행하기 시작했으며 2010년 7월 30일에 EVS2편성이 도입되면서 니즈니노브고로드 노선을 운행하기 시작했다.
2009년 5월 2일, 러시아의 열차 중에서 가장 빠른 최고 영업 속도 281km/h를 달성했고 같은 해 5월 7일에 최고 영업 속도 290km/h를 달성했다.
2011년 12월 19일, 타 노선의 확장과 기존 노선의 승객 수가 늘어남에 따라 러시아 철도는 8편성의 EVS2 추가 주문에 이어 지만스와 6억 유로의 계약을 체결해 12편성을 추가로 주문했다. 2014년부터 2015년까지 순차별로 도입되었다. EVS1 모델인 9편성부터 20편성까지 세부 사항이 EVS1 모델과 동일하나, EVS2 모델의 2차분의 경우 기존에 도입했던 EVS2 모델 1차분과 달리 세부 사항이 다르다.
2022년 러시아의 우크라이나 침공으로 서방 국가가 러시아에 경제 제재를 하면서 같은 해 5월 13일에 지멘스는 러시아에서 철수했다.

## 현황
2009년 12월에 최초로 운행을 시작하면서, 러시아 철도가 삽산 도입 이래 사상 최초로 84.5%의 점유율을 기록했다.
2011년 10월 30일, 다이야 개정으로 무정차 노선의 경우 모스크바 ~ 상트페테르부르크까지 소요 시간이 3시간 40분, 모스크바 ~ 니즈니노브고로드까지 소요 시간이 3시간 55분이 걸린다.
당초 삽산의 도입으로 모스크바 ~ 상트페테르부르크 구간에 주간 열차 폐지를 검토했으나 이용객의 반발로 2012년에 모스크바 ~ 상트페테르부르크 구간에 주간 열차가 다시 운행하기 시작했다.
도입 초기에 이용객의 항의가 끊이지 않은 이유는 통근열차의 폐지, 농어촌 지역 교통 불편 가중, 보행자의 안전 사고 문제가 끊임없이 제기했다. 이후 복선 전철화 공사 및 철교가 다시 재건되었고 2015년에 복선 전철화 공사가 완료되었다. 모스크바 ~ 트베리, 상트페테르부르크 ~ 볼로고예 구간에 새로운 열차 등급인 라스토스카가 도입되면서 농어촌 지역의 교통난을 해소했다.

## 운행 노선

### 모스크바~상트페테르부르크
- 삽산 열차의 최초로 운행한 노선이자 가장 유일하게 운행하고 있다.

모스크바 (레닌그라드 역) ~ 트베리 (770A, 772A, 776A, 756A, 768A, 780A) ~ 비시니볼로쵸크 (756A, 760A, 768A, 772A, 780A) ~ 볼로고예 (754A, 758A, 770A, 778A) ~ 우굴롭파 (754A, 776A, 778A) ~ 오쿨롭카 (754A, 758A, 778A) ~ 추도보 (754A, 770A, 778A) ~ 상트페테르부르크 (모스크바 역)
삽산의 경우 모든 역에 정차하지 않는다. 가장 빠른 열차의 경우 상트페테르부르크까지 무정차로 운행한다. 또한 숫자의 경우 열차 번호를 의미하며 일부 시간대 열차가 정차한다.

### 모스크바~니즈니노브고로드
2015년까지 운행 했으며 탈고 모델을 기반으로 하는 스트레시 등급의 열차가 도입되면서 현재는 운행이 중단되었다.

러시아 철도의 삽산 노선도 (interactive map)

## 사진

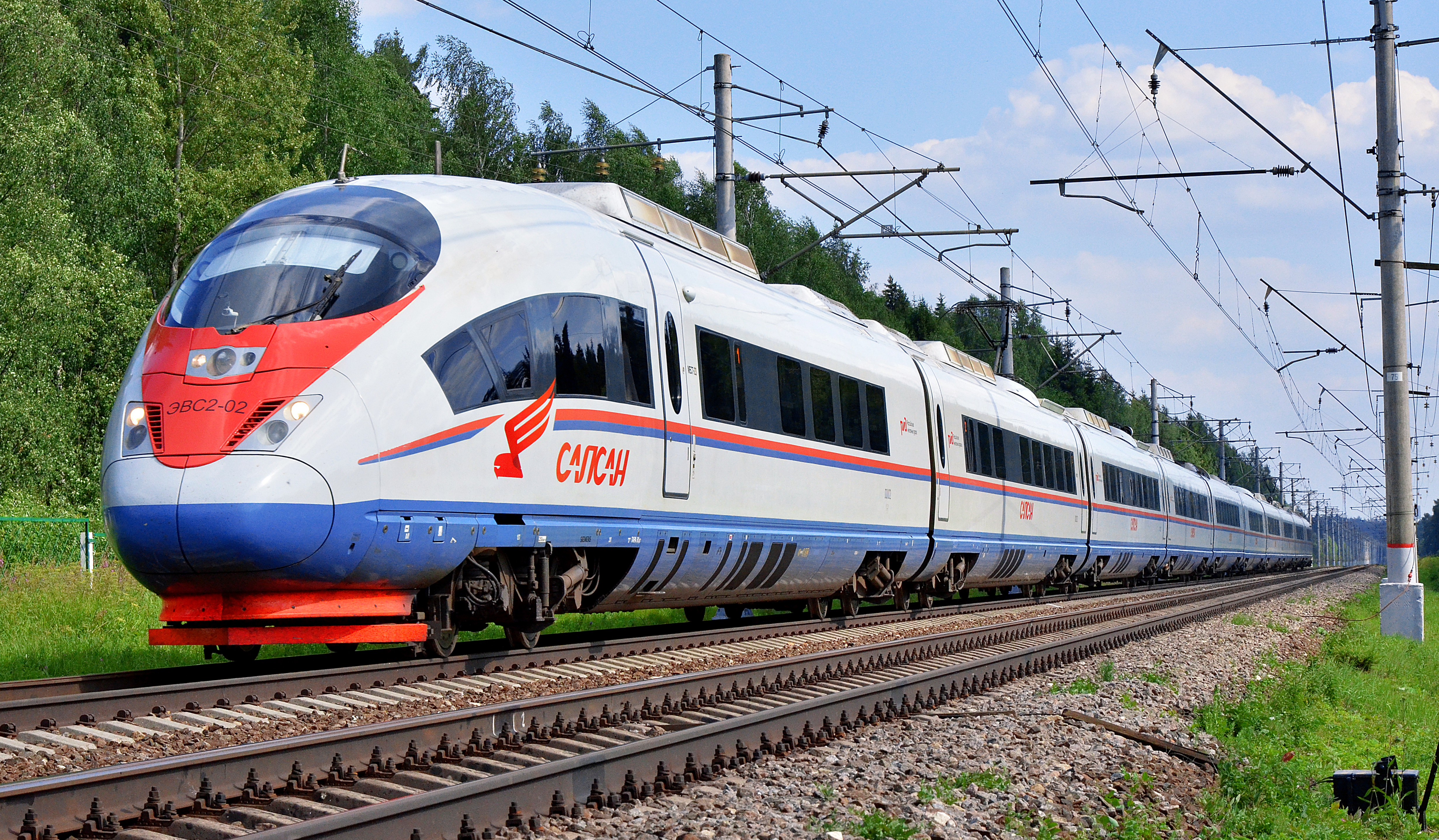
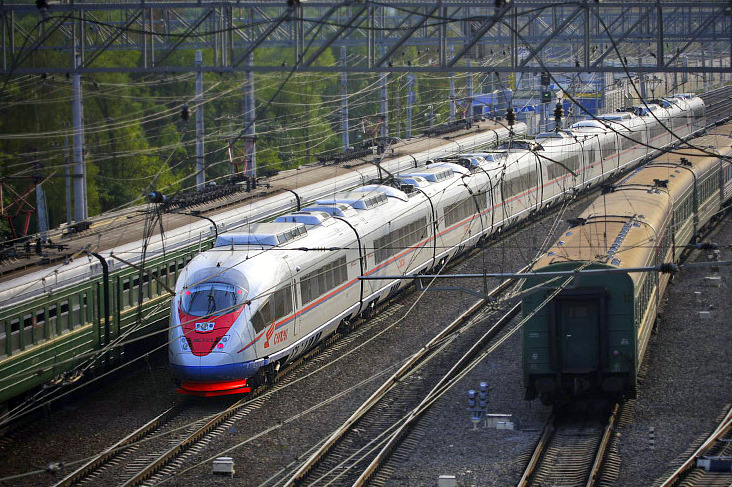
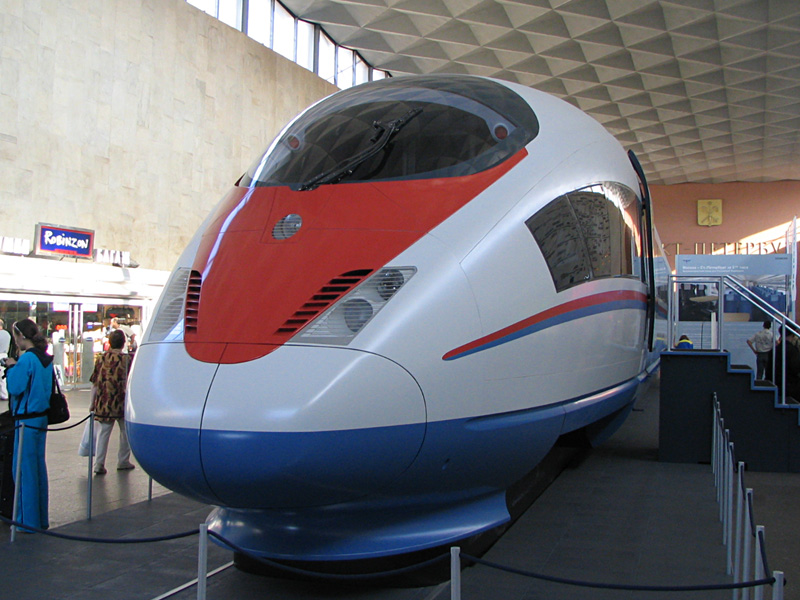
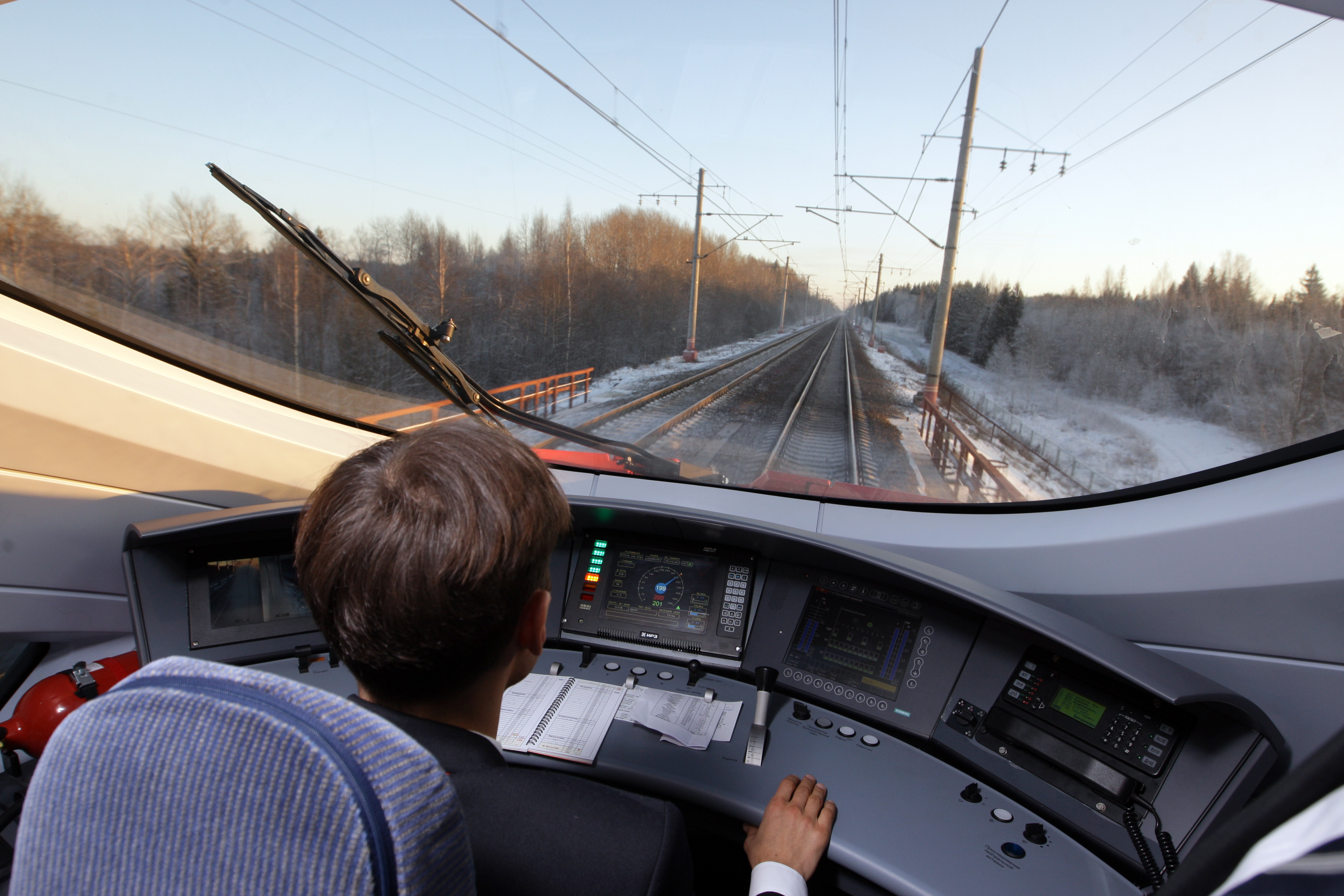
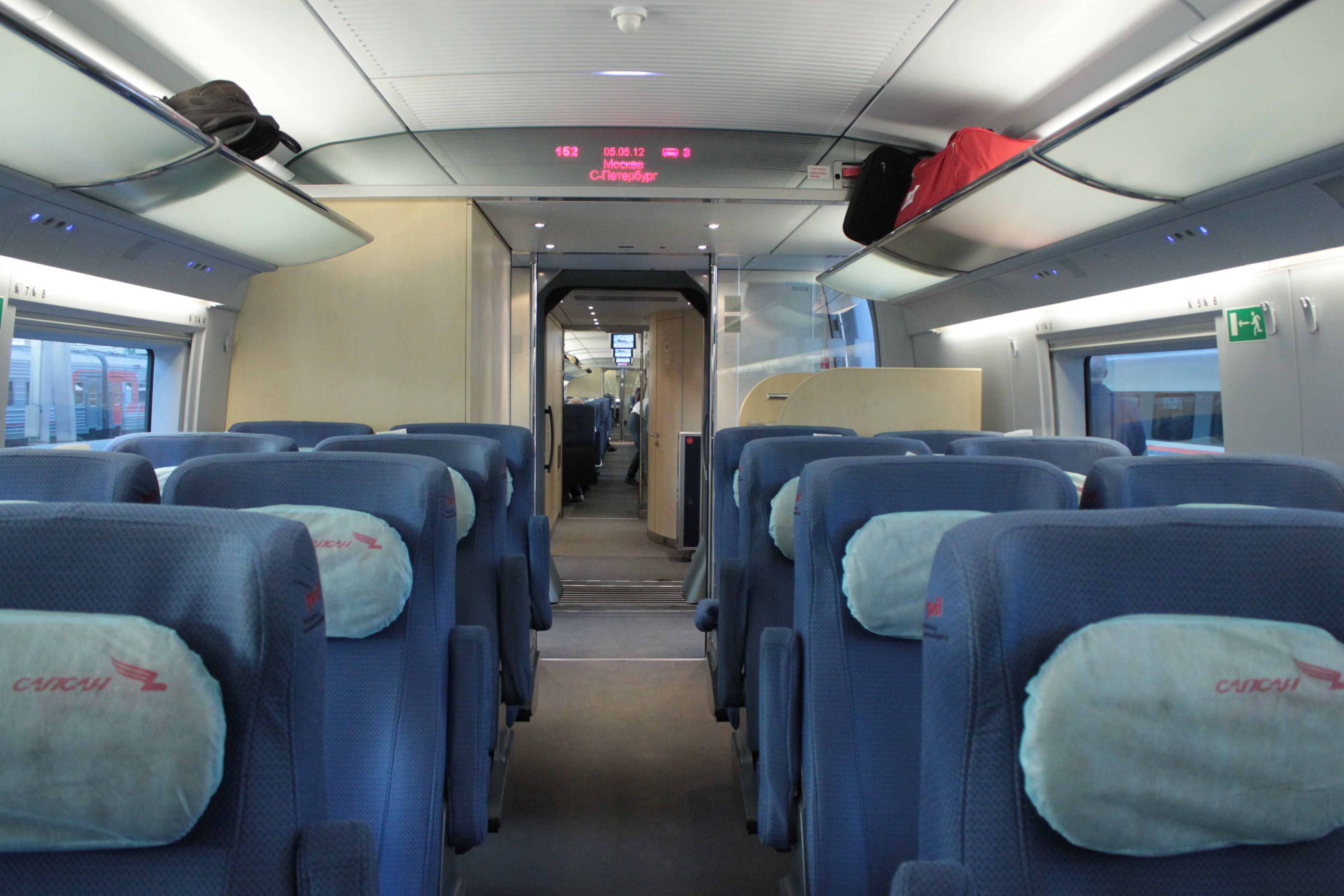

## 같이 보기
- 지멘스 벨라로